# 柳川国直
柳川 国直（やながわ くになお、生没年不詳）とは、江戸時代の大坂の浮世絵師。

## 来歴
柳川重信の門人。柳川の画姓を称し英泉斎と号す。文政5年（1822年）重信が大坂に上ったとき入門したという。作画期は文政の頃で役者絵を残している。

## 作品
- 「神田勘左衛門・市川蝦十郎　三嶌おせん・中村歌右衛門」　大判錦絵2枚続　早稲田大学演劇博物館所蔵　※文政6年7月、大坂角の芝居『恋陸奥媚■』より[1]